# Lee Dresser
Lee Megee Dresser, född 22 maj 1941 i Washington, D.C., men växte upp i Moberly, Missouri, död 24 april 2014 av leukemi, var en amerikansk sångare, kompositör och musiker. Dressers repertoar varierade från rock 'n' roll till pop och country.
Hans största hit var "El Camino Real" som handlar om hans mindre lyckade sejour i Los Angeles och hans återkomst till Monterey, via Highway 101, kallad El Camino Real av de spansktalande innevånarna i Kalifornien.

## Diskografi
Album med The Krazy Kats
- 1965 – Movin' Out!!
- 2014 – Beat Out My Love (samlingsalbum)

Singlar med The Krazy Kats
- 1963 – "Wiggly Little Mama" / "Ooh Poo Pah Doo"
- 1963 – "Beat Out My Love"
- 1964 – "Your Lovin' Way" / "Turn On Your Love Light"
- 2016 – "Wiggly Little Mama" / "Hey Mr. Weasel"
- 2018 – "El Camino Real" / "Bring All Your Lovin Back To Me"

Soloalbum
- 1969 – El Camino Real
- 1975 – To Touch The Wind
- 1983 – The Hero

Solosinglar
- 1969 – "El Camino Real" / "Abraham, Martin And John"
- 1977 – "To Touch The Wind"
- 1978 – "You're All The Woman I'll Ever Need" / Fallin' "